# Ланс Редик
Ланс Соломон Редик (на английски: Lance Solomon Reddick) (7 юни 1962 г. – 17 март 2023 г.) е американски актьор. Известен е с ролите си на Сидрик Даниълс в „Наркомрежа“ (2002 – 2008), Филип Бройлс в „Експериментът“ (2008 – 2013) и началник Ървин Ървинг в „Бош“ (2014 – 2020). Също така участва във филма „Джон Уик“ (2014) и неговите продължения. Други негови роли включват тези на детектив Джони Бейзил в „Оз“ и Матю Абадон в „Изгубени“.